# Liste der Einträge im National Register of Historic Places im Wayne County (Iowa)

Lage des Wayne County in Iowa

Die Liste der Einträge im National Register of Historic Places im Wayne County in Iowa führt die Bauwerke und historischen Stätten im Wayne County auf, die in das National Register of Historic Places aufgenommen wurden.

## Aktuelle Einträge
| [ 2 ] | Name                 | Bild | Eintragsdatum        | Lage                                               | Ort                  | Beschreibung                                 |
| ----- | -------------------- | ---- | -------------------- | -------------------------------------------------- | -------------------- | -------------------------------------------- |
| 1     | Nelson Round Barn    |      | 1986 ID-Nr. 86003189 | County Road J46 40° 42′ 24″ N, 93° 20′ 44″ W       | Allerton             | 1912 errichtete Rundscheune                  |
| 2     | Pleasant Hill School |      | 1975 ID-Nr. 75000701 | US 65 40° 37′ 26″ N, 93° 29′ 48″ W                 | Grand River Township | 1881 errichtetes Schulgebäude; heute Museum  |
| 3     | W.H. Tedford House   |      | 1979 ID-Nr. 79000947 | 312 South West Street 40° 45′ 25″ N, 93° 19′ 24″ W | Corydon              | 1887 im Italianate-Stil errichtetes Wohnhaus |